# Château de Kermezen
Le château de Kermezen est un château qui se situe à Pommerit-Jaudy en Bretagne. 

## Historique
Les bases datent du XIIIe siècle mais il a été restauré au XVIIe et XIXe siècles. Il comporte une chapelle dédiée à sainte Anne. Il est occupé depuis le XVIIe siècle par la famille de Kermel.
Le château propose aujourd'hui des chambres d'hôtes.

Armes de la famille de Kermel.
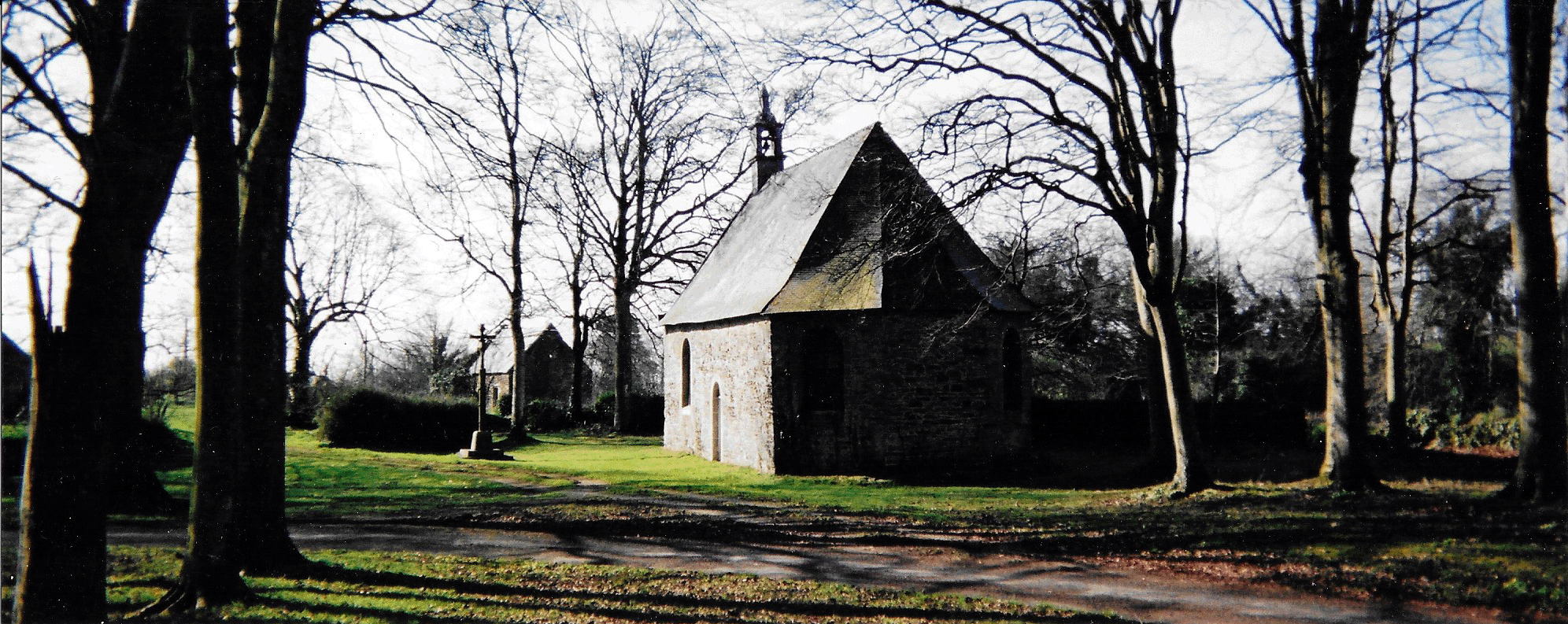
Chapelle Sainte-Anne.